# Max Beck (Rennrodler)
Max Beck (* 13. Januar 1952; † 30. Juni 2019) war ein liechtensteinischer Rennrodler.

## Karriere
Beck nahm an den Olympischen Winterspielen 1976 in Innsbruck teil. Im Einsitzer wurde er 32. und im Doppelsitzer belegte er mit Rainer Gassner den 17. Platz.
Von 1979 bis 1981 war Beck Präsident des Rodelclub Triesenberg.